# Emanuel Herrmann
Emanuel Alexander Herrmann, né le 24 juin 1839 à Klagenfurt, Autriche, mort le 13 juillet 1902 à Vienne, était économiste. Il est considéré comme l'inventeur de la carte postale (une forme d'entier postal) qui n'a plus besoin d'un timbre pour l'affranchissement: postal card en Anglais, Correspondenz-Karte en Allemand, en 1869.
Voir les articles détaillés en Anglais et en Allemand.

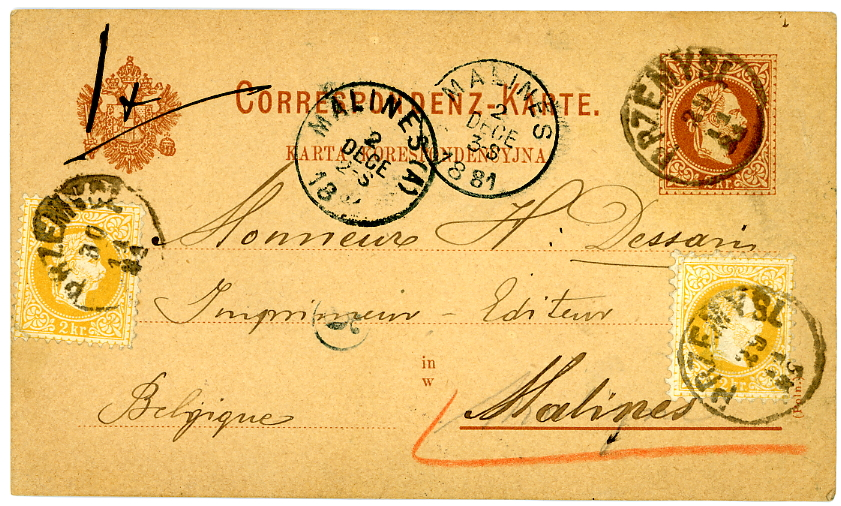
Entier postal de 1881, envoyé de Pologne vers la Belgique, avec supplément pour l'étranger